# Rzeźnia w Jaworznie-Ciężkowicach
Rzeźnia w Jaworznie-Ciężkowicach – jeden z dwóch rejestrowanych zabytków miasta Jaworzna, w województwie śląskim. Znajduje się w dzielnicy Ciężkowice, przy ulicy księdza Mroczka.
Jest to budynek wzniesiony pod koniec XVIII wieku w stylu neorenesansowym o uproszczonych formach. Na skutek przekształceń i modernizacji obiekt w dużej mierze ma zatarte cechy stylowe i przekształcone wnętrze. Do rejestru zabytków wpisana jest budowla razem z otoczeniem.